# 小湾东镇
小湾东镇，原称新民乡，是中华人民共和国云南省大理白族自治州南涧彝族自治县下辖的一个乡镇级行政单位。

## 行政区划
小湾东镇下辖以下地区：
神舟村、营盘村、龙街村、新龙村、新民村、龙门村和岔江村。